# Swadhin Bangla Betar Kendra
Swadhin Bangla Betar Kendra (bengali : স্বাধীন বাংলা বেতার কেন্দ্র) était le centre de radiodiffusion des forces nationalistes bengalies pendant la guerre de libération du Bangladesh en 1971. Cette station a joué un rôle vital dans la lutte de libération, en diffusant la Déclaration d'indépendance et en améliorant l'état mental des Bangladais pendant la guerre. En 1971, la radio était le seul média à atteindre les confins du Bangladesh. Elle a mené une campagne de propagande pendant la guerre.